# Szewczenkowe (obwód czerkaski)
Szewczenkowe (ukr. Шевченкове) – wieś na Ukrainie, w obwodzie czerkaskim, w rejonie zwinogródzkim, siedziba hromady. W 2001 liczyła 2802 mieszkańców, spośród których 2786 wskazało jako ojczysty język ukraiński, 14 rosyjski, 1 białoruski, a 1 ormiański.

## Urodzeni
- Grigorij Diadczenko